# Conmebol TV
Conmebol TV (estilizado em caixa alta) foi um canal de televisão por assinatura brasileiro em pay-per-view, lançado no dia 15 de setembro de 2020 que transmitiu a Copa Libertadores da América, a Copa Sul-Americana e a Recopa Sul-Americana. Pertencia à Confederação Sul-Americana de Futebol (CONMEBOL), sendo que a produção e a programação do canal era do Grupo Bandeirantes de Comunicação em parceria com as empresas FC Diez Media e IMG.

## Antecedentes
Em 2018, a Conmebol anunciou mudanças na forma que eram feitas as transmissões televisivas de seus campeonatos. A entidade passaria ser responsável pela geração da transmissão, que antes recaía as emissoras locais de cada país. Com isso, houve mudanças também para as emissoras, que passaram a somente retransmitir o que era produzido. No mesmo ano, foi feita uma licitação para o período de 2019 a 2020. No Brasil, a transmissão dos campeonatos passou a ser feita da seguinte forma:

### Copa Libertadores
- O Grupo Globo obteve o direito de exibi-la com exclusividade na TV Aberta – com dois jogos por rodada – e de deter até 50% dos jogos da TV por assinatura, através do SporTV, com exceção da final;
- A Fox Sports Brasil (que na época da licitação estava no processo de aquisição da 21st Century Fox para a The Walt Disney Company) ficou com os outros 50% dos jogos na televisão por assinatura, inclusive detendo a exclusividade da final do torneio;
- O Facebook Watch obteve o direito de exibir um jogo da Copa Libertadores por semana, sempre as quintas-feiras.

### Copa Sul-Americana e Recopa
- O DAZN obteve o direito total sobre ambas as competições, sendo que alguns jogos da Copa Sul-Americana foram retransmitidos pela RedeTV!.[8]

## Criação do canal
Em agosto de 2020, por conta da pandemia de COVID-19, algumas emissoras tentaram renegociar seus contratos com a CONMEBOL. Sem sucesso, o Grupo Globo (que detinha aos direitos de transmissão da Libertadores) e o DAZN (que possuía os direitos de exibição da Copa Sul-Americana e da Recopa), rescindiram seus respectivos contratos com a confederação, deixando assim, que os jogos pertencentes a ambas ficassem sem transmissão na televisão brasileira.
Em setembro de 2020, a CONMEBOL anunciou que os jogos da Copa Libertadores da América na TV Aberta que antes pertenciam a Rede Globo, passaram a ser do SBT até 2022. Já as negociações para transmissão dos jogos da competição na TV Fechada (que também pertenciam ao Grupo Globo) e os da Recopa e da Copa Sul-Americana, ficaram em um primeiro momento, sem emissora definida. Contudo, em 14 de setembro, a confederação anunciou que havia fechado parceria com o Grupo Bandeirantes de Comunicação e com as empresas FC Diez Media e IMG para criação de um canal no sistema pay-per-view, onde os jogos que estavam sem uma emissora para a transmissão, fossem exibidos. O valor do pacote incialmente foi de R$ 39,90 mensais e a distribuição foi feita inicialmente pelas operadoras Sky, Claro TV e pela plataforma de streaming DirecTV Go.

## Extinção do canal
Em 12 de maio de 2022, são encerradas as licitações para a venda dos direitos de transmissão da Copa Libertadores da América, Copa Sul-Americana e Recopa Sul-Americana pelo triênio 2023-2026, resultando na escolha da ESPN para o pacote principal da televisão por assinatura dos três torneios, cobrindo inclusive as finais da Libertadores e Sul-Americana e a Recopa e o Paramount+ para as transmissões via streaming. Com o anúncio, é decretado o fim das transmissões do canal logo após a cobertura da decisão da Libertadores 2022.

## Campeonatos transmitidos
- Copa Libertadores da América
- Copa Sul-Americana
- Recopa Sul-Americana
- Copa Libertadores da América de Futebol Feminino